# Torre Breda
Torre Breda je třicetipatrová, 117 m vysoká výšková budova v italském Miláně. Budova byla dokončena v roce 1954 a jejími architekty byli Eugenio a Ermenegildo Soncini a Luigi Mattioni. Ve spodních osmi patrech se nacházejí kanceláře, v ostatních jsou byty. Nachází se na Náměstí republiky.
Když byla budova dokončena, stala se nejvyšší budovou Itálie a byla také první nejvyšší budovou Evropské unie. Nejvyšší budovou Milána byla do roku 1958, kdy byl dokončen mrakodrap Pirelli. Dnes je sedmou nejvyšší budovou města a 18. nejvyšší v zemi.